# めっちゃサッカー!
関西サッカー応援番組 めっちゃサッカー!（かんさいサッカーおうえんばんぐみ・めっちゃサッカー）は2013年3月2日から2016年12月3日まで、Jリーグ開催期間内の毎週金曜深夜にMBSラジオで放送された、ヴィッセル神戸を中心としたサッカー情報番組である。
なお放送開始日などはあくまで暦日で表記しているため、注意のこと。

## 概要
毎日放送は、関連会社である放送映画製作所を介して、Jリーグ中継（スカパー!）のヴィッセル神戸主管試合映像を委託製作しているが、この番組ではそのヴィッセル主管試合でオフィシャルレポーターとして出演する林智美が進行役を務め、ヴィッセルの試合情報を中心に、近畿地方を本拠地とするJリーグのクラブについての話題を取り上げる。
なお野球中継が延長した場合、2013年シーズンは最大30分、2014年シーズン以降は限度なしで放送時間を繰り下げる。
また毎年12月のJ1最終節翌週の放送を最後に、翌年2月（J1開幕前週）までは放送を休止する。
2016年シーズン終了後、スカパー!がJリーグ中継の放送権を失ったことに伴い、2017年シーズンは放送されない。

## 放送日時
- 2013年シーズンおよび2014年シーズン3月：土曜0:50 - 1:00（金曜深夜）
- 2014年シーズン4月以降 - 2016年シーズン2・3月：金曜23:30 - 23:40
  - 2014年シーズン終了後は後続番組の『クリス松村のザ・ヒットスタジオ〜レッツゴーヤンヤン〜』が放送時間を10分拡大（金曜23:40 - 土曜1:50が23:30 - 1:50に）。2015年シーズン終了後は後続番組の『DJ KO-TAROのGIRLS A GO!GO!』が放送時間を10分繰り上げ（金曜23:40 - 土曜0:10が23:30 - 24:00に）、『クリス松村のザ・ヒットスタジオ』[2]が10分拡大（土曜0:10 - 2:00が0:00 - 2:00に）となっていた。
- 2016年シーズン4月 - 12月：土曜0:00 - 0:10（金曜深夜）
  - 2016年シーズン終了後は後続番組の『野村啓司の懐メロ♪ジュークボックス』が放送時間を10分繰り上げて5分拡大（土曜0:10 - 1:05が0:00 - 1:00に）、『福島のぶひろの、どうぞお構いなく。』が5分拡大（土曜1:05 - 2:00が1:00 - 2:00に）となった。